# Fredrik Backman (bildesigner)
Fredrik Backman, född 1972, är en svensk bildesigner. 
Fredrik Backmans senaste projekt är interiörerna av Opel Astra 2022 och Opel Mokka 2021. Efter gymnasiet genomgick Backman en fyraårig utbildning på Högskolan för design och konsthantverk vid Göteborgs universitet, samt på designhögskolorna i Eindhoven och Umeå. Efter ett år som designer på Volvo Lastvagnar där han, under Aina Nilsson, designade  Volvo FH-linjens hyttinteriör. Därefter blev han anställd hos Opel/GM Europe Design Center, där han arbetar som assisterande chefsdesigner. Backman har även varit verksam på Stile Bertone i Turin, Italien och Daewoo i Sydkorea. Bland annat har han formgivit exteriören till crossovermodellen Opel Antara (Saturn Vue, på den amerikanska marknaden) och den 2011 helt nya SAAB 9-5. Han har även ansvarat för interiördesignen till Opel Astra och Chevrolet Cruze, båda modellår 2016, samt därefter Opel Zafira, modellår 2017. 